# ExBB
ExBB è un sistema libero per la gestione di forum scritto in PHP. ExBB sta per Exclusive Bulletin Board.
È altamente configurabile e disponve di vari plugin per l'estensione delle funzionalità.
Non necessita di alcun tipo di database (come MySQL o PostgreSQL).